# 1-528КП-80
1-528КП-80 — типовая серия советских «точечных» кирпичных 14-этажных жилых домов, появившаяся в конце 1960-х годов.

## Описание
Серия представляет собой 14-этажные «точечные» кирпичные здания на 97 квартир. Форма здания в плане — прямоугольник. Спроектирована на замену домам серии 1-528КП-40 с увеличением высотности и, соответственно, жилплощади. Два длинных фасада почти целиком заняты лоджиями. Внешние стены из неоштукатуренного кирпича серо-розового, реже красного или жёлтого цвета. На этажах по 7 квартир: в стандартной планировке — три 1-комнатные по 36 м2 (жилая комната — 21 м2), три 2-комнатные по 53 — 54 м2 и одна 3-комнатная на 60 м2. Площадь кухни 7,6 — 8,6 м2. Санузел раздельный. Высота потолков 2,7 м. Во всех квартирах имеются кладовки и лоджия. В трёхкомнатной квартире одна из комнат проходная.
Дома оснащены двумя лифтами (пассажирским и грузовым) и мусоропроводом. Чёрная лестница сообщается с лифтовой площадкой через лоджию. На первом этаже присутствует помещение колясочной, впрочем, оно иногда используется не по своему назначению. Дома часто строились для ЖСК.
Разработчиком проекта являются ЛенЗНИИЭП и Ленпроект, архитекторы: Яккер Н. И., Фёдорова Н. Н., Петрашень А. Л., Алексеев В. Д., Уразов В. М., инженеры Питлюк А. С., Вакман П. Р. Серия 1-528КП-80 строилась в Ленинграде в 1968—1985 годах, в Казани — до 2006 года .

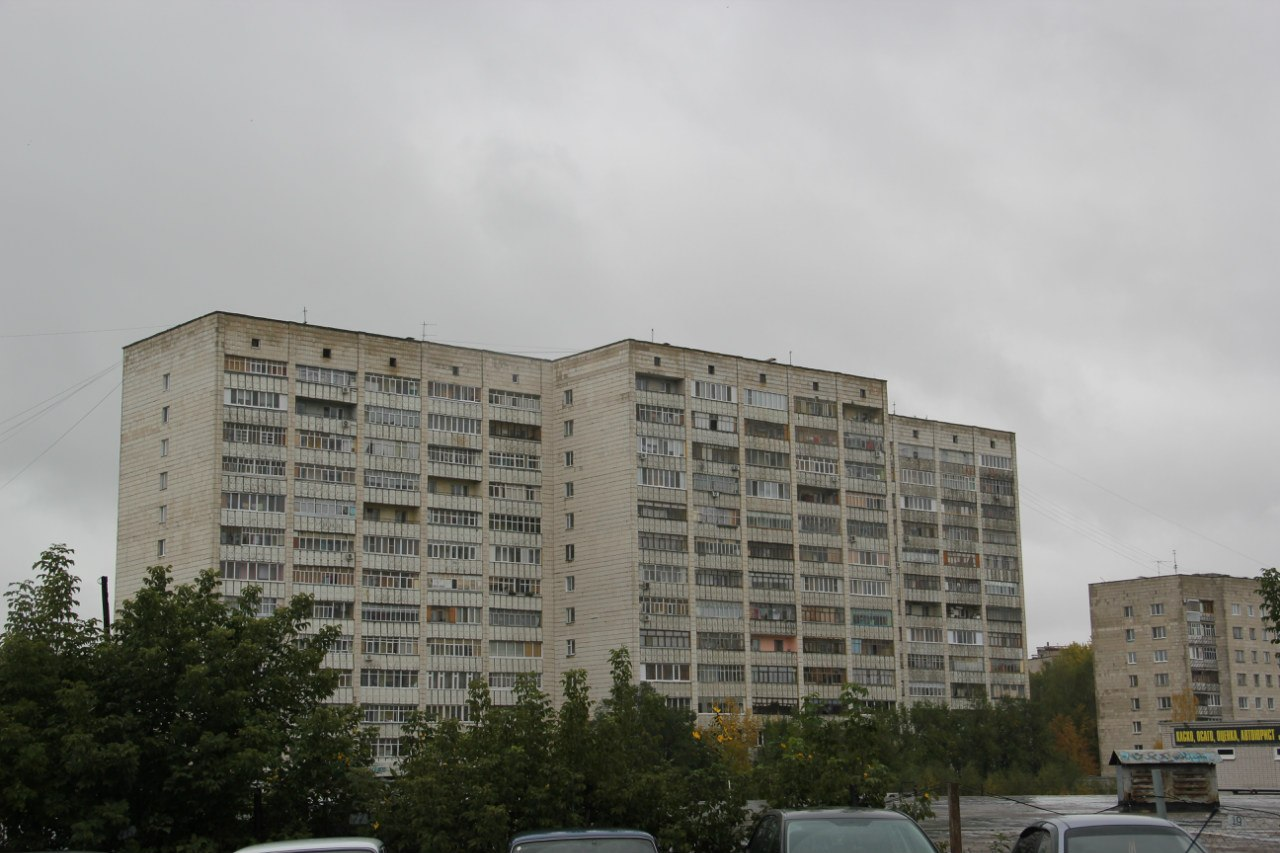
Трёхсекционный дом с пятью лоджиями на фасаде

## Распространение
В Санкт-Петербурге серия известна под названием 1-528КП-80Э-69. В Харькове, Сумах, Казани, Волгограде, и Набережных Челнах строилась незначительно изменённая версия 1-528КП-80ЭК (отличается расположением лоджий). Модифицированные здания также известны в Архангельске и Владимире.
В Ленинграде серия строилась в 1970-х годах в районах, застроенных в 1960-е. В кварталах часто играет роль локальных доминант. Всего было возведено 175 зданий.
Наиболее известный ансамбль находится на стыке Среднеохтинского и Полюстровского проспектов: 6 зданий, симметричных относительно Апрельской улицы и выходящих фасадами на сад Нева, при этом крайние (Полюстровский проспект, 5А-5Б и Среднеохтинский проспект, 55-57) попарно соединены углами. У всех 1-528КП-80, построенных в кварталах у Апрельской улицы, есть ещё одна особенность: на лицевом фасаде у них исключительно лоджии.

### Фотогалереи и базы данных
- Список домов проекта 1-528КП-80Э.
- Список домов проекта 1-528КП-80ЭК.